# Relation parlementaire entre la France et la Géorgie
La  relation parlementaire entre la France et la Géorgie relève de deux catégories différentes, celles du Parlement géorgien avec d'une part l’Assemblée nationale française et d’autre part le Sénat français.  

## Histoire
Si le voyage officiel de Raymond Poincaré en Russie, auprès de Nicolas II, du 13 juillet 1914 au 23 juillet 1914, épargne à Nicolas Tchéidzé, chef de l’opposition à la Douma (et futur président des assemblées parlementaires géorgiennes de 1918 à 1921), l’arrestation que l’Okhrana, la police politique du tsar, lui a promise, les relations parlementaires entre la France et la Géorgie s’organisent elles aussi après 1991. 

## Assemblée nationale française
L’Assemblée nationale française crée un « Groupe d’amitié France – Géorgie » : pour sa 15e législature, il est présidé par Jean-René Cazeneuve, composé de trois vice-présidents, Pascal Bois pour les affaires culturelles et l’éducation, Michel Delpon pour les affaires économiques et Pierre Vatin  pour le développement durable, ainsi que de sept membres, Anne Genetet, Jean Lassalle, Marc Le Fur, Michèle Tabarot, Huguette Tiegna, Laurence Trastour-Isnart et André Villiers. 

## Sénat français
De son côté, le Sénat français crée un « Groupe France-Caucase », avec à partir du 1er octobre 2017 pour président délégué à la Géorgie Jacques Genest, et composé de Jean-Marie Bockel, Pierre-Yves Collombat, Mathieu Darnaud, Jacky Deromedi, Laurent Duplomb, Christophe-André Frassa, Nathalie Goulet, Sylvie Goy-Chavent, Jean-Pierre Grand, Alain Houpert, Gisèle Jourda, Elisabeth Lamure, Jean-Yves Lecnte, Ronan Le Gleut, Olivier Paccaud, Catherine Proccaccia et André Reichardt. 

## Parlement de Géorgie
De 1918 à 1921, période de la République démocratique de Géorgie, trois assemblées parlementaires se sont succédé, assemblée provisoire, assemblée constituante et parlement : les relations parlementaires avec la France furent informelles, notamment par l'intermédiaire des organisations politiques internationales (visite de l'Internationale socialiste à Tiflis en 1920 et par les conférences internationales (Conférence de la Paix de Paris en 1919). Au 1er janvier 2019, le Parlement de Géorgie est la 9ème assemblée parlementaire de la République de Géorgie qui siège depuis le retour à l'indépendance. 

## Échanges parlementaires

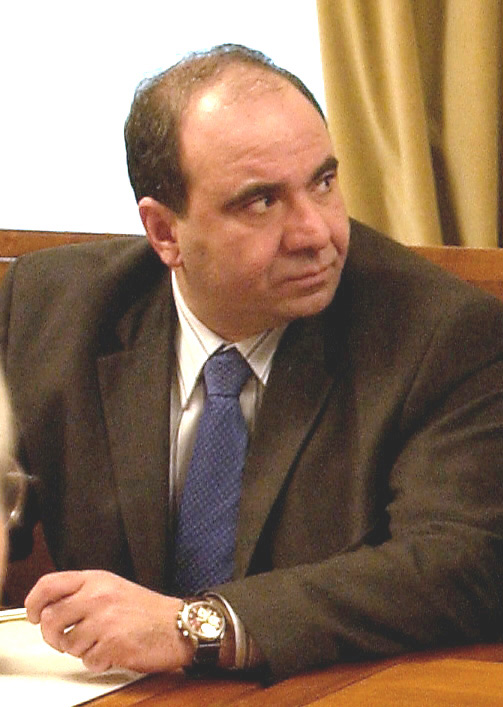
Zourab Jvania

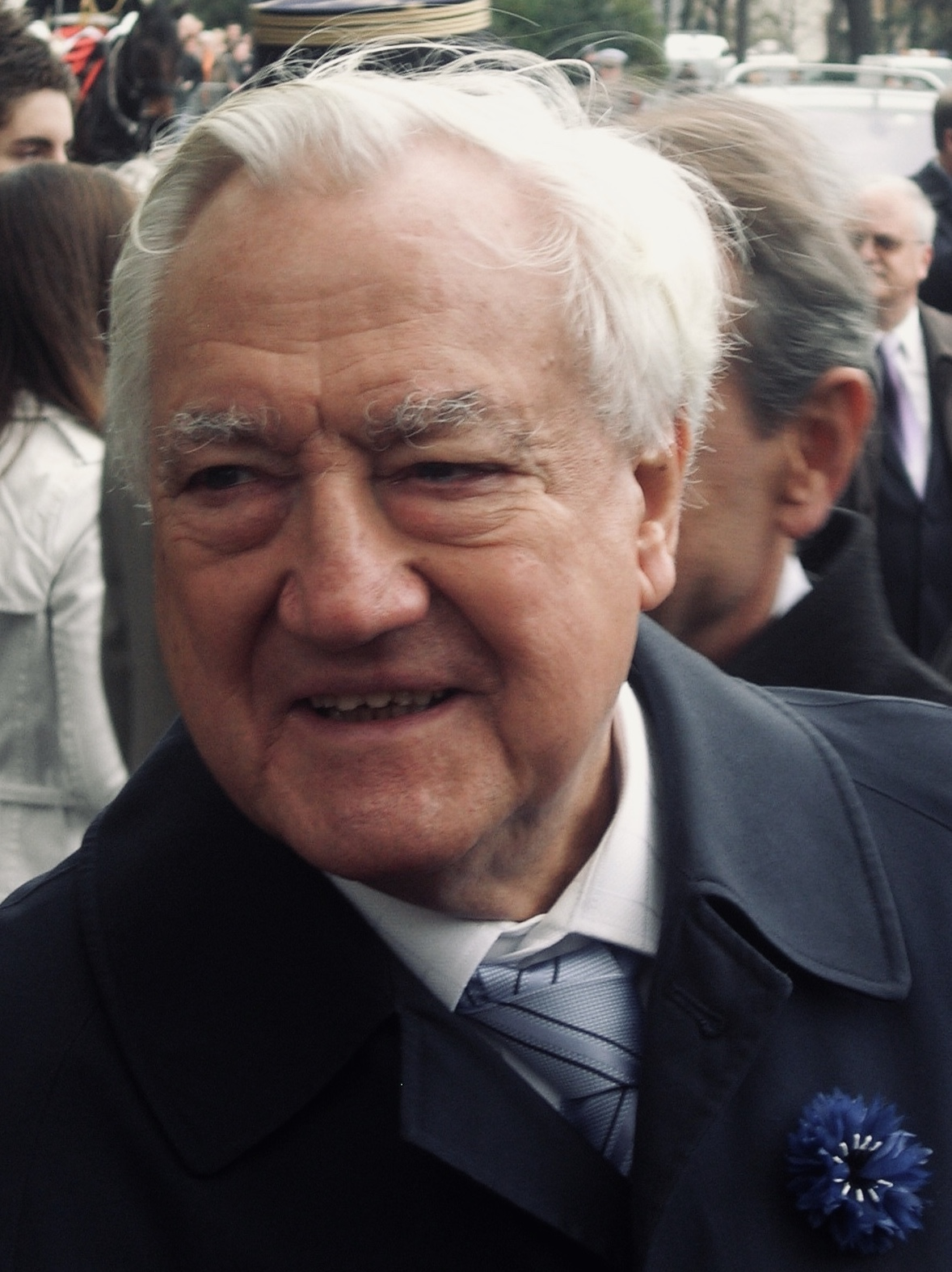
Christian Poncelet

Depuis 1991, les échanges par l'intermédiaire des groupes d'amitié, de groupes interparlementaires et de présidents d'assemblée se multiplient. En mars 1995, une mission sénatoriale se rend à Tbilissi (H. Goetschy et P. Schielle).  En novembre 1995, une deuxième mission sénatoriale se rend à Tbilissi (Alain Gournac et Danielle Pourtaud). Le 1er juin 1996, René Monory, président du Sénat, se rend à Tbilissi. Le 23 mars 1996, Zourab Jvania, président du Parlement de Géorgie, se rend à Paris et rencontre René Monory. En janvier 1999, Zourab Jvania, se rend de nouveau à Paris et rencontre Christian Poncelet, président du Sénat. En octobre 2001, Christian Poncelet,  se rend à Tbilissi. Le 19 mars 2006, Nino Bourdjanadze, présidente du Parlement de Géorgie, rencontre à Paris Jean-Louis Debré, président de l'Assemblée nationale, et Christian Poncelet. Le 2 septembre 2008, quelques heures après le cessez-le-feu de la guerre russo-géorgienne, Jean-Marc Ayrault, député, se rend à Tbilissi ; le 18 septembre, Alain Gournac, sénateur, se rend à Tbilissi, Gori, Poti et Zougdidi. Le 7 avril 2010, David Bakradze, président du Parlement de Géorgie se rend à Paris. Le 17 septembre 2014, une délégation du « Groupe sénatorial France-Caucase » se rend à Tbilissi (Alain Gournac et Philippe Dallier, Véronique Bocquet). Le 16 janvier 2019, à Paris, Irakli Kobakhidze, président du Parlement de Géorgie rend visite, à la tête d'une délégation, aux parlementaires français.
Zourab Jvania, président du Parlement géorgien, fut particulièrement apprécié du « Groupe sénatorial France - Caucase » et du « Groupe d'amitié France-Géorgie » de l'Assemblée nationale : sa mort accidentelle -— le 3 février 2005 — suscita des réactions publiques,,.